# Sabra (liquore)
Il liquore Sabra è un liquore al cioccolato e arancia prodotto in Israele. Il sapore principale di Sabra è un ricco cioccolato agrodolce. Il cioccolato denso è tagliato dal gusto agrodolce delle arance di Giaffa. Il liquore Sabra leggermente freddo rafforza il gusto del cioccolato, mentre scaldandolo leggermente fa risaltare il gusto degli agrumi. Il Sabra contiene il 30% di alcol in volume; il design della bottiglia Sabra si basa su una fiaschetta fenicia di 2000 anni trovata in un museo di Tel Aviv. 

## Storia
Il Sabra è stato sviluppato e introdotto nel 1963 da Edgar Bronfman, Sr. Il capo di Seagram. Il suo nome è un termine usato affettuosamente per descrivere un ebreo israeliano nativo con un nome ebraico derivante da un fico d'India che cresce in Israele. Il liquore originale è stato fatto dal frutto di questo cactus, ma non ha avuto successo ed è stato rapidamente cambiato nel prodotto di successo cioccolato-arancia. 
Oggi esistono tre liquori Sabra, tutti prodotti da Carmel Winery. I prodotti più recenti sono il liquore Sabra Coffee, lanciato nel 1985, e Grand Sabra, un brandy all'arancia, lanciato nel 2006.
A partire dal 22 luglio 2015, Golan Heights Winery non produce più liquori Sabra in Israele. Il liquore, però, è ancora prodotto ed è disponibile per essere acquistato, con questo nome, da altri produttori.